# 福建航空
福建航空（ふっけん-こうくう）は中華人民共和国で1993年から2001年にかけて運航されていた航空会社。アモイ航空（廈門航空）に併合された。

## コードデータ
- IATA航空会社コード：IV
- ICAO航空会社コード：CFJ
- コールサイン：???

　このコードは現在使われていない。

## 沿革
- 1993年8月　福建省も出資した"福建航空公司"が成立する。
- 1994年1月13日　福建省政府は同会社をアモイ航空の子会社にし、経営管理を任せると決定する。
- 1995年10月7日　アモイ航空は、福建航空のY-7(運七)4機を飛行停止にする。代わりにボーイング737-500を2機ウエットリース（乗員込みのリース）する。
- 2001年1月1日　福建航空はアモイ航空に併合され、アモイ航空福州分公司となった。